# Mistrzostwa Świata w Wioślarstwie 2008 – ósemka wagi lekkiej mężczyzn
Ósemka wagi lekkiej mężczyzn (LM8+) – konkurencja rozgrywana podczas Mistrzostw Świata w Wioślarstwie 2008 w Linz między 22 a 27 lipca.

## Harmonogram konkurencji
| Wydarzenie               | Runda      |
| ------------------------ | ---------- |
| Wtorek, 22 lipca 2008    | Eliminacje |
| Środa, 23 lipca 2008     | Repasaże   |
| Niedziela, 27 lipca 2009 | Finał A    |

## Medaliści
| Złoto | Srebro | Brąz |
| Stany Zjednoczone · Simon Carcagno · Andrew Bolton · Colin Farrell · Michael Altman · Patrick Todd · Will Daly · Thomas Paradiso · Matthew Muffelman · Edmund Del Guercio | Niemcy · Matthias Veit · Marc Rippel · Johann-Sebastian Diemann · Jonas Schützeberg · Matthias Schömann-Finck · Adrian Bretting · Olaf Beckmann · Axel Schuster · Martin Sauer | Holandia · Pieter Rom Colthoff · Diederick Van Den Bouwhuijsen · Reinoud De Groot · Dennis Beemsterboer · Rutger Bruil · Maarten Tromp · Maarten De Boer · Ryan Den Drijver |

## Wyniki

### Eliminacje
Reguła kwalifikacji: 1 → FA, 2.. → R

#### Eliminacje 1
| Miejsce | Zawodnik | Kraj              | Czas    | Uwagi |
| ------- | --- | ----------------- | ------- | ----- |
| 1       | Simon Carcagno Andrew Bolton Colin Farrell Michael Altman Patrick Todd Will Daly Thomas Paradiso Matthew Muffelman Edmund Del Guercio                   | Stany Zjednoczone | 5:43,77 | FA    |
| 2       | Luigi Scala Dario Cerasola Livio La Padula Salvatore Di Somma Emiliano Ceccatelli Fabrizio Gabriele Michele Savrie Giorgio Tuccinardi Vincenzo Di Palma | Włochy            | 5:50,21 | R     |
| 3       | Paul Amesbury Kurtis Boyd Brandon Boyd Rares Crisan Guthrie Hurd Terence McKall Nicholas Pratt Timothy Myers Mark Laidlaw                               | Kanada            | 5:50,42 | R     |
| 4       | Matthias Veit Marc Rippel Johann-Sebastian Diemann Jonas Schützeberg Matthias Schömann-Finck Adrian Bretting Olaf Beckmann Axel Schuster Martin Sauer   | Niemcy            | 5:51,41 | R     |
| 5       | Robert Hoyes Shaun Finlayson Maxwell Sondermeyer Oliver Zuk Blair Tunevitsch Darryn Purcell Nicholas Baker Perry Ward David McGrath                     | Australia         | 5:53,70 | R     |

#### Eliminacje 2
| Miejsce | Zawodnik | Kraj     | Czas    | Uwagi |
| ------- | --- | -------- | ------- | ----- |
| 1       | Pieter Rom Colthoff Diederick Van Den Bouwhuijsen Reinoud De Groot Dennis Beemsterboer Rutger Bruil Maarten Tromp Maarten De Boer Ryan Den Drijver         | Holandia | 5:49,21 | FA    |
| 2       | Tomasz Mrozowicz Michał Rychlicki Robert Urbański Jerzy Kowalski Szymon Wiśniewski Cezary Mrozowicz Mariusz Stańczuk Łukasz Siemion Rafał Woźniak          | Polska   | 5:53,42 | R     |
| 3       | Jens Reindl Alexander Rath Christoph Schwarzl Alexander Chernikov Michael Stichauner Stefan-Alexander Kratzer Oliver Komaromy Christian Rabel Klaus Jaeger | Austria  | 5:54,17 | R     |
| 4       | Tamás Horváth Csongor Gál-Tóth Antal Nagy-Pál Zsolt Varga Zoltán Bartha Csaba Dénes András Hakkel Miklós Beck István Székely                               | Węgry    | 6:00,69 | R     |

### Repasaże
Reguła kwalifikacji: 1-2 → FA, 3... → FB

#### Repasaże 1
| Miejsce | Zawodnik | Kraj    | Czas    | Uwagi |
| ------- | --- | ------- | ------- | ----- |
| 1       | Luigi Scala Dario Cerasola Livio La Padula Salvatore Di Somma Emiliano Ceccatelli Fabrizio Gabriele Michele Savrie Giorgio Tuccinardi Vincenzo Di Palma    | Włochy  | 5:52,16 | FA    |
| 2       | Matthias Veit Marc Rippel Johann-Sebastian Diemann Jonas Schützeberg Matthias Schömann-Finck Adrian Bretting Olaf Beckmann Axel Schuster Martin Sauer      | Niemcy  | 5:54,01 | FA    |
| 3       | Jens Reindl Alexander Rath Christoph Schwarzl Alexander Chernikov Michael Stichauner Stefan-Alexander Kratzer Oliver Komaromy Christian Rabel Klaus Jaeger | Austria | 5:58,04 | FB    |

#### Repasaże 2
| Miejsce | Zawodnik | Kraj      | Czas    | Uwagi |
| ------- | --- | --------- | ------- | ----- |
| 1       | Tomasz Mrozowicz Michał Rychlicki Robert Urbański Jerzy Kowalski Szymon Wiśniewski Cezary Mrozowicz Mariusz Stańczuk Łukasz Siemion Rafał Woźniak | Polska    | 5:53,94 | FA    |
| 2       | Paul Amesbury Kurtis Boyd Brandon Boyd Rares Crisan Guthrie Hurd Terence McKall Robert Pratt Timothy Myers Mark Laidlaw                           | Kanada    | 5:55,32 | FA    |
| 3       | Robert Hoyes Shaun Finlayson Maxwell Sondermeyer Oliver Zuk Blair Tunevitsch Darryn Purcell Nicholas Baker Perry Ward David McGrath               | Australia | 5:57,37 | FB    |
| 4       | Tamás Horváth Csongor Gál-Tóth Antal Nagy-Pál Zsolt Varga Zoltán Bartha Csaba Dénes András Hakkel Miklós Beck István Székely                      | Węgry     | 6:01,39 | FB    |

### Finał B
| Miejsce | Zawodnik | Kraj      | Czas    | Uwagi |
| ------- | --- | --------- | ------- | ----- |
| 1       | Jens Reindl Alexander Rath Christoph Schwarzl Alexander Chernikov Michael Stichauner Stefan-Alexander Kratzer Oliver Komaromy Christian Rabel Klaus Jaeger | Austria   | 5:56,46 |       |
| 2       | Robert Hoyes Shaun Finlayson Maxwell Sondermeyer Oliver Zuk Blair Tunevitsch Darryn Purcell Nicholas Baker Perry Ward David McGrath                        | Australia | 5:56,61 |       |
| 3       | Tamás Horváth Csongor Gál-Tóth Antal Nagy-Pál Zsolt Varga Zoltán Bartha Csaba Dénes András Hakkel Miklós Beck István Székely                               | Węgry     | 5:59,89 |       |

### Finał A
| Miejsce | Zawodnik | Kraj              | Czas    | Uwagi |
| ------- | --- | ----------------- | ------- | ----- |
|         | Simon Carcagno Andrew Bolton Colin Farrell Michael Altman Patrick Todd Will Daly Thomas Paradiso Matthew Muffelman Edmund Del Guercio                   | Stany Zjednoczone | 5:50,29 |       |
|         | Matthias Veit Marc Rippel Johann-Sebastian Diemann Jonas Schützeberg Matthias Schömann-Finck Adrian Bretting Olaf Beckmann Axel Schuster Martin Sauer   | Niemcy            | 5:51,69 |       |
|         | Pieter Rom Colthoff Diederick Van Den Bouwhuijsen Reinoud De Groot Dennis Beemsterboer Rutger Bruil Maarten Tromp Maarten De Boer Ryan Den Drijver      | Holandia          | 5:52,37 |       |
| 4       | Luigi Scala Dario Cerasola Livio La Padula Salvatore Di Somma Emiliano Ceccatelli Fabrizio Gabriele Michele Savrie Giorgio Tuccinardi Vincenzo Di Palma | Włochy            | 5:53,46 |       |
| 5       | Tomasz Mrozowicz Michał Rychlicki Robert Urbański Jerzy Kowalski Szymon Wiśniewski Cezary Mrozowicz Mariusz Stańczuk Łukasz Siemion Rafał Woźniak       | Polska            | 5:55,11 |       |
| 6       | Paul Amesbury Kurtis Boyd Brandon Boyd Rares Crisan Guthrie Hurd Terence McKall Robert Pratt Timothy Myers Mark Laidlaw                                 | Kanada            | 5:56,55 |       |